# 宝可梦 黑／白
《寶可夢 黑／白》是由Game Freak開發、任天堂與寶可夢公司發行於任天堂DS平台的角色扮演游戏，屬於寶可夢系列的第五世代作品。日本於2010年9月18日發售，歐洲於2011年3月4日發售，北美於2011年3月6日發售，澳洲於2011年3月10日發售。

## 遊戲玩法
與同系列作的前幾款遊戲相近，玩家在這兩款遊戲裡扮演一個年輕的寶可夢訓練家在合眾地區冒險，玩家須訓練寶可夢並與其它訓練家對戰，並阻止反派組織等離子隊的陰謀。在《黑》和《白》中引進了156種新的寶可夢，這個數量超過了先前《紅／綠》的記錄。此外還有季節系統、三對三戰鬥等新功能、寶可夢也將以全動態的方式呈現。兩個版本是互相獨立的，有著完全相同的情節，雖然各版本可獨立遊玩，但玩家仍必須透過與不同版本連接來完成蒐集所有寶可夢的遊戲目標。
遊戲在發佈後獲得不少讚譽。包括遊戲與同款系列作相比有所進步、新推出的寶可夢以及獨特而複雜的故事情節。然而一些評論家卻認為遊戲不如預期地創新。以商業角度而言、遊戲是很成功的，截至2015年3月止，《黑／白》共賣出了1560萬套，成為最暢銷的任天堂DS遊戲之一，不過比不上前作《寶可夢 鑽石／珍珠》。2012年6月，《寶可夢 黑／白》的續作《宝可梦 黑2／白2》在日本發售，同年10月在北美、歐洲和澳洲發售。
《寶可夢 黑／白》的玩法與前作大致相同。與其他寶可夢系列的掌上遊戲類似，本作也採用第三人稱鳥瞰視角，與地圖、戰鬥畫面與目錄選單三項主要畫面，其中玩家可在目錄選單中調整隊伍的安排、查看背包中的道具、改變遊戲設定、查看寶可夢圖鑑或存檔。在遊戲剛開始時，玩家會獲得一隻寶可夢，之後可使用精靈球捕獲更多的寶可夢。玩家可使用自己的寶可夢與其他寶可夢對戰，當玩家隨機遭遇到野生的寶可夢，或與遊戲中的非玩家角色（NPC）展開戰鬥時，螢幕就會跳轉至回合制的戰鬥畫面。玩家在遊戲開始時僅有一個寶可夢，必須透過精靈球來收服更多的寶可夢。就像系列作的其它遊戲、玩家最多只能同時持有六個寶可夢，必須透過遊戲中的電腦來存放其它寶可夢。這些電腦可以在寶可夢中心找到，寶可夢中心也提供治療寶可夢的服務。

### 新要素
日語版中可以選擇以漢字模式進行，過往系列主遊戲全以假名表示，並可於遊戲中隨時切換漢字及假名模式。

## 劇情

### 背景

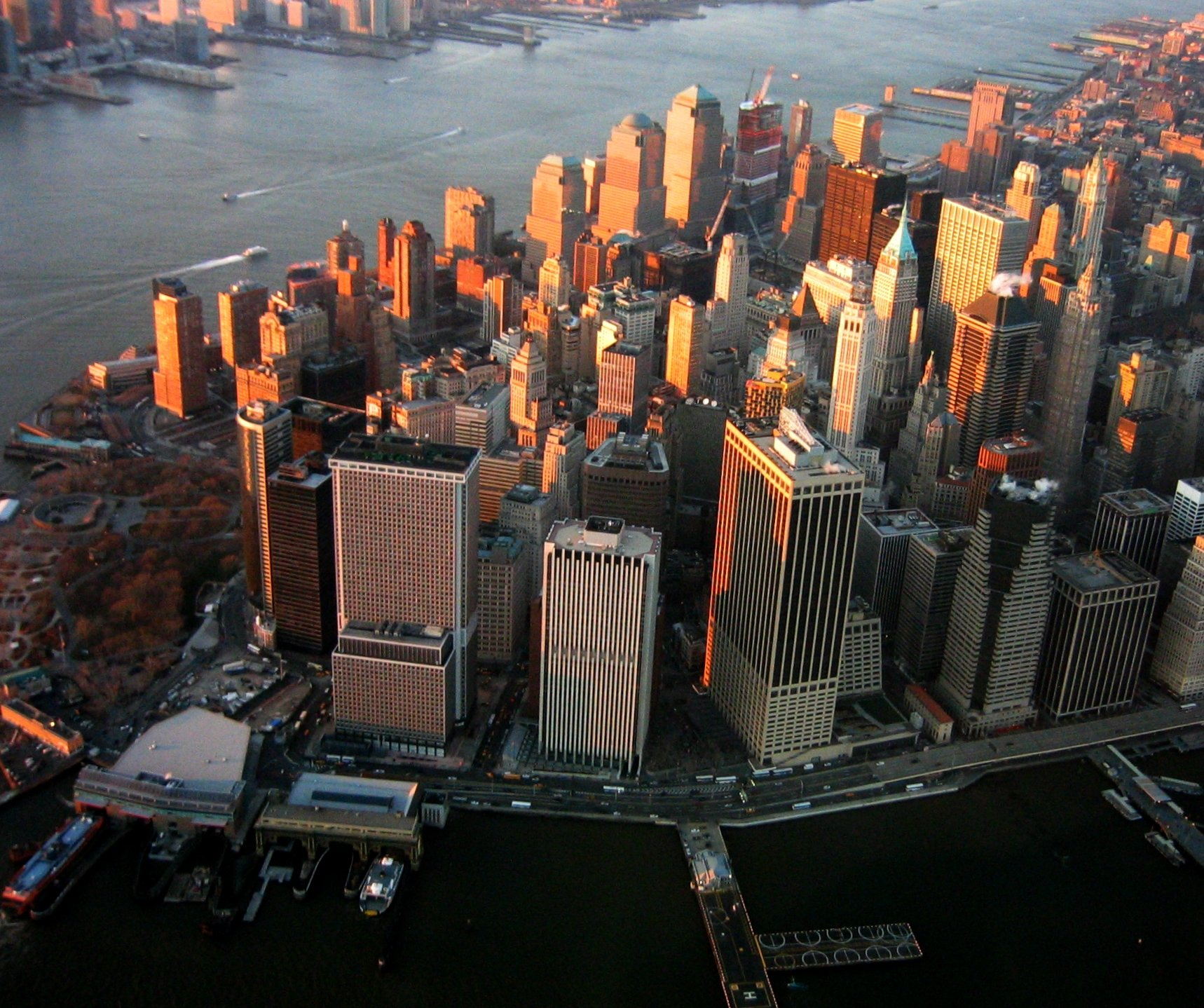
合眾地區的藍本是紐約市，具體而言、遊戲中高樓大廈櫛比鱗次的飛雲市是以紐約的都市中心為原型。

《寶可夢 黑／白》的故事舞台為合眾地區，不同於過去以日本為原型背景，合眾地區是以美國紐約市為藍本而設計的，這是增田順一在選擇《鑽石／珍珠》的原型城市時出現的想法。實例之一是飛雲市，它是該地區的中央大都市，有著類似布魯克林大橋式懸索橋和大量的摩天大廈。增田還讓飛雲市的街道上佈滿人潮、傳達出「社區的感覺」。合眾地區有著多種多樣的景觀，居民的種族和職業也都很多元。該地區的日文是「イッシュ」，意思是儘管有來自各地的人和寶可夢，但他們都匯聚於一處。

### 故事
與寶可夢主線系列的其他作品一樣，本作是一款線性遊戲，主要的劇情按照固定的順序發生。主角是一名寶可夢訓練家、透過在合眾地區以成為寶可夢大師。玩家將從紅豆杉博士所贈與的藤藤蛇、暖暖豬和水水獺中選擇一個做為自己的初學者寶可夢，而主角的兩位朋友黑連和白露會選擇另外兩個。玩家的主要目標是挑戰寶可夢道館、聯盟四天王和冠軍。

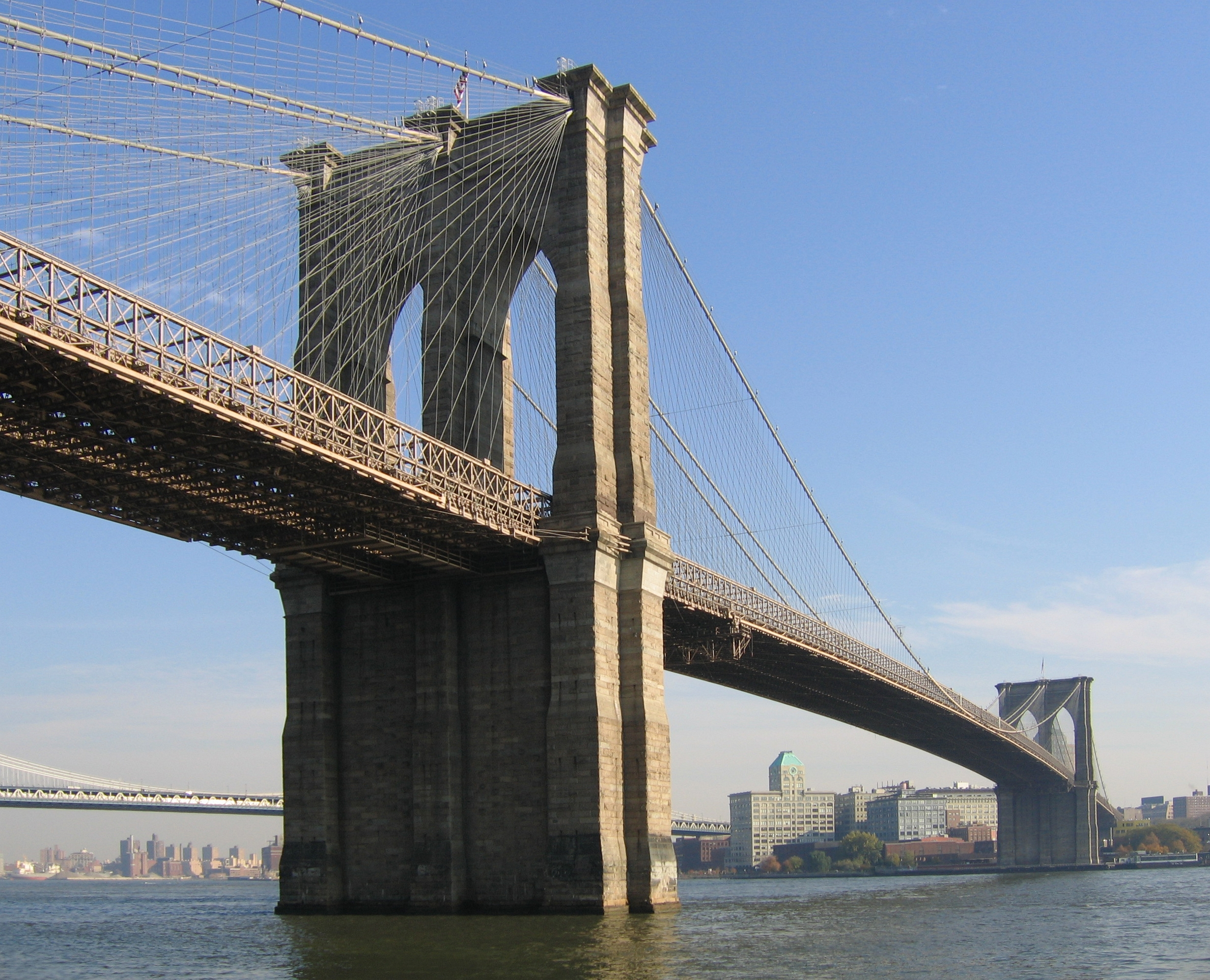
合众地区的天空之桥是以布鲁克林大桥为灵感来源。

除此之外、玩家必須對抗反派組織等離子隊，他們主張寶可夢受到人類的壓迫，並企圖將寶可夢從人類手中解放。等離子隊的領導者是N，他將寶可夢視為好朋友、而不是當作工具。在遊戲過程中、N會多次與玩家接觸，他表示自己要捕捉合眾地區一隻傳說中的龍寶可夢並打敗聯盟冠軍，接著要說服人類改變他們與寶可夢的相處方式、進而改變世界。N在《黑》裡會捕捉捷克羅姆，在《白》裡捕捉萊希拉姆。

## 相關作品

### 神奇寶貝 黑2/白2
是由GAME FREAK開發，任天堂和寶可夢公司發行的角色扮演遊戲。於2012年6月23日發行於日本任天堂DS平台，美版和歐版於2012年秋季發售。遊戲最早於2012年2月26日的日本電視節目Pokémon Smash!上透露，隨後寶可夢官方網站對全球進行了確認。

## 反響

### 評價
《寶可夢 黑／白》獲得許多好評，在Metacritic上的總分是87%，其中包括許多讚賞。日本雜誌《Fami通》給了遊戲40/40的滿分，這是第十五個獲得滿分的遊戲、也是該雜誌給寶可夢系列電子遊戲的最高分。Game Informer的Annette Gonzalez撰文評論、表示《寶可夢 黑／白》是建立在紮實基礎上的傑作，並將整個系列作提升至新的水準。VideoGamer.com的評論家Jamin Smith則認為遊戲的創新程度不如預期，但仍表示「《寶可夢 黑／白》是個超讚的傑作、而且是系列裡最好的遊戲。」《官方任天堂雜誌》將這個作品譽為「美妙精緻的傑作」。《任天堂力量》則表示「寶可夢系列的新作一如既往地令人上癮」。
IGN給了遊戲9/10的高分，比其它任天堂DS的寶可夢遊戲都還要高。並解釋：「有一些新寶可夢的美術設計實在該被批評，不過整體而言仍是很棒的遊戲，它激起了我對怪物戰鬥的渴望和興趣」。Retronauts的Jeremy Parish則批評：「才開始沒多久就讓我厭煩了，和以前的《寶可夢》如出一轍。」GamesRadar的編輯Carolyn Gudmundson評論：「雖然它仍擺脫不了系列一貫的模式，但《黑／白》還是有足夠的新內容、深奧的戰鬥學問能讓你永無止盡地玩下去。如果你只能選一款遊戲與你共度餘生，《黑／白》是明智的抉擇。」

### 銷售
截至2021年9月底，《宝可梦 黑／白》的全球销量为1564万份，於任天堂DS游戏銷售排行中位居第6名。

## 外部連結
- 官方网站（日語）
- 宝可梦 黑／白（页面存档备份，存于）在宝可梦公司的页面（日語）
- 宝可梦 黑／白（页面存档备份，存于）在宝可梦公司的页面（英文）